# NGC 1048
NGC 1048 je galaksija u zviježđu Kit.

## Vanjske poveznice
- SEDS: NGC 1048